# Лесковица (Львовская область)
Лесковица (укр. Лісковиця) — многослойное поселение рядом с селом Неслухов во Львовском районе Львовской области, которое датируется VI−VII веком.
Поселение относится к черняховской культуре и входит в микрорегион раннеславянского заселения, расположенного примерно в 40 км к востоку от Львова в окрестностях Буска и Плеснеска, известно в научной литературе с конца XIX века. Название происходит от места обнаружения поселения, а именно в урочищах Грабарка и Лесковица расположенных на 1 км северо-западнее села Неслухов.
Поселение у села Неслухов и три памятника вблизи села Репнев являются родственными между собой и представляют Буско-Плеснеский микрорегион раннеславянского заселения. Львовский и Буско-Плеснеский микрорегионы территориально очень близки между собой, однако их разделяют между собой, поскольку поселение первого из них несут в себе традиции надднестрянского строительства с печами-каменками, а другой — многих волынских поселений с глиняными печами.

## Раскопки Кароля Гадачека (1898—1899, 1903 годы)
Поселение открыл Кароль Гадачек, который в 1898−1899 и 1903 годах провёл первые раскопки [Hadaczek, 1900, s. 48−59].
К. Гадачек во время учёбы в Вене (1897—1900 гг.) Специализировался в области классической археологии, праистории и нумизматики, активно сотрудничал с Венским Институтом археологии. Во время каникул собирал древности Галиции и самостоятельно проводил археологические разведки. В 1898—1899 гг. в урочище Грабарка вблизи с. Ослушников он обнаружил многослойное поселение, как минимум трех археологических эпох: эпохи бронзы, периода полей погребальных урн и Киевской Руси XI—XII в.
В 1901 г.. Вышел сборник античных нумизматических-археологических материалов, которые К. Гадачек удалось собрать на землях восточной Галиции.

## Раскопки Маркияна Смишко (1946 год)
С 25 июля по 10 августа 1946 проводились раскопки поселка периода полей погребальных урн в Неслухове экспедицией под руководством Маркияна Смишко. В состав экспедиции входили научные сотрудники — И. Дидык, А. Бийовська и инженер В. Манастырский. Вообще-то исследования в Неслухове М. Смишко планировал на 1941, но война не дала возможности реализовать эти планы. И только в 1946 г.. Начались более-менее систематические полевые работы (в 1945 году. Полевые работы носили разведывательный характер и велись несколькими работниками). М. Смешко сосредоточил свои исследования в у Лесковиц (К. Гадачек копал у с. Грабарка — соседний участки одной долины).
В ходе раскопок была обнаружено сооружение неправильно-овальной формы с погребом — основа сооружения имела сплошной слой глиняной обмазки и имела четырёх угольную форму размером 6,5×4,5 м. Под сооружением находилась яма погреба на глубину до 1,6 м. Наряду с большим количеством керамических изделий здесь найден фрагмент бронзовой посуды.
Среди археологических объектов найденных в ходе исследований, он зафиксировал также остатки двух печей, вырезанных в материковом останце, своды которых выложенное из камней. В развалах печей рядом с гончарной черняховской керамикой была и лепная. Характеристика лепной керамики полностью совпадает с признаками однотипной керамики Черепина: толстостенная, приложением шамота и грубых зерен песка. Главной формой был горшок с выпуклыми боками, вертикальными или слабо отогнутыми наружу венцами, холмистой поверхностью, со следами заглаживания. Общее Соотношением лепных керамических изделий в кружальной посуде составило 50 %. На основании результатов исследований М. Смишко пришел к выводу, что наличие такого материала должно расширить хронологию поселения близ Неслухова на V в. и далее, что должен существовать связь между Черняховским периодом и временем становлении крупных племенных объединений.
Характеру того же памятного комплекса соответствуют другие, правда, немногочисленные находки: конические и биконични пряслички, костяной гребень с дуговидно спинкой и железный нож … Такое определение полностью подтверждается материалом, который добыл Гадачек во второй части этого поселка.

## Раскопки Владимира Цигилика (1983 год)
В 1983 году в урочище Лесковица В. Цигилик заложил раскоп площадью 320 м² и обнаружил остатки жилья и пяти хозяйственных ям. Остатки жилья — квадратная полуземлянка размером 4,2 × 4,2 метра. В северо-восточном углу размещена печь, стенки которой вырезаны из материковой останцы (характерная черта для более поздних славянских жилищ бассейна р. Западный Буг). Печь подковообразной формы, её перекрытия было изложено с так называемых глиняных вальков (хлебцев). На поде обнаружены останки лепного горшка, близкого к раннеславянским типам керамики. В центрально-западной части жилья зафиксировано остатки подвальной ямы, углубленной на 0,85 м от пола жилья. К ней вели две ступеньки и она могла иметь деревянное перекрытие. В жилье найдены обломки гончарной керамики, лепных горшков, а также целый лепной горшок на поде глиняной печи. Он имеет типовую форму, которая стала характерной для горшков раннеславянских поселениях.